# Olivia Arthur
Olivia Arthur (Londres, 1980) es una fotógrafa documental británica, miembro de la Agencia Magnum.

## Trayectoria
Estudió inicialmente matemáticas en la Universidad de Oxford y más tarde cursó estudios de fotoperiodismo en el London College of Communication. En 2008, fue candidata para ser asociada de Magnum Photos, donde se convirtió en asociada en 2011 y en miembro de pleno derecho en 2013.
En 2010, Arthur cofundó Fishbar, una editorial y espacio para la fotografía en el este de Londres, con su marido Philipp Ebeling.
Su primer libro Jeddah Diary (2012) trata sobre la vida de las mujeres jóvenes en Arabia Saudita. Su segundo libro Stranger (2015) muestra Dubái a través de los ojos del superviviente de un naufragio.

## Obra

### Publicaciones de Arthur
- Jeddah Diary. London: Fishbar, 2012. ISBN 978-0956995919.
- Stranger. London: Fishbar, 2015. ISBN 9780956995971.

### Publicaciones con contribuciones de Arthur
- Home. Tokyo: Magnum Photos Tokyo, 2018. ISBN 978-4-9909806-0-3.
- Magnum Manifesto. London: Thames & Hudson, 2017. ISBN 978-0-500544556.
- La première fois. Cinisello Balsamo, Milano: Silvana, 2017. ISBN 978-8-836636648.
- Kitten Clone: Inside Alcatel-Lucent. London: Visual, 2014. ISBN 978-0-345814111.
- Unknown Quantities. London: Fishbar, 2012.
- Kurds: Through the Photographer's Lens. London: Trolley, 2008. ISBN 978-1-904563860.

## Exposiciones
- Sound of Harris, por Arthur y Philipp Ebeling, Leica Studio, Londres, 2015.[11][12][13]
- Home, una exposición de la obra de los fotógrafos de Magnum Photos, comisariada por Pauline Vermare; Nueva York y otras seis ciudades del mundo, a partir de marzo de 2018.[14]
- La première fois, exposición de la obra de los fotógrafos de Magnum Photos, celebrada en el marco del Brescia Photo Festival 2017, Museo di Santa Giulia, Brescia, Italia, marzo-septiembre de 2017.[15]